# مارغريت فيرغسون
مارغريت فيرغسون (بالإنجليزية: Margaret Ferguson)‏ هي عالمة سياسة أمريكية، ولدت في 10 أكتوبر 1968 في هاتيسبورغ في الولايات المتحدة.